# Batalla de Silistra
La batalla de Silistra (en búlgaro: Битка при Силистра) ocurrió en la primavera de 968, cerca de la ciudad búlgara de Silistra, pero lo más probable es que estuviera en el territorio de la actual Rumanía. Fue un enfrentamiento entre los ejércitos de Bulgaria y la Rus de Kiev, y resultando en una victoria de la Rus. Tras la noticia de la derrota búlgara el emperador Pedro I abdicó. La invasión del príncipe de la Rus Sviatoslav fue un duro golpe para el Imperio búlgaro, que por 971 perdió sus provincias orientales del Imperio bizantino.

## Orígenes del conflicto

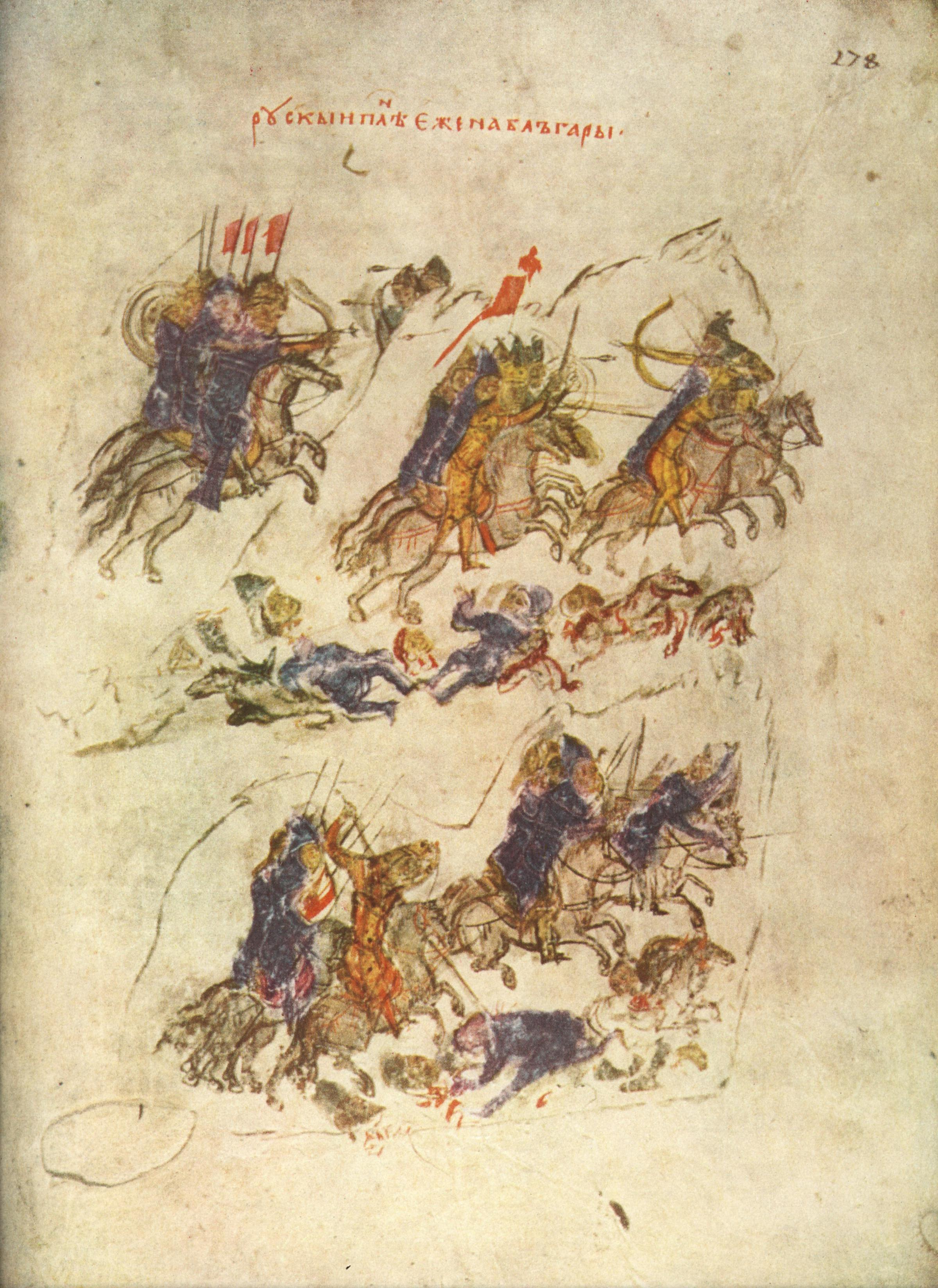
La invasión de la Rus' en Bulgaria.

Desde los años 940 los magiares comenzaron a lanzar varias veces incursiones de pillaje en el Imperio búlgaro. El emperador Pedro I no pudo detenerlos y como los bizantinos estaban dispuestos a enviar cualquier ayuda, finalmente los bizantinos se aliaron con los magiares y les dieron paso libre por tracia para atacar a Bulgaria. En 968 el emperador bizantino Nicéforo II Focas pago al knyaz kievano Sviatoslav Igorevich para atacar a Bulgaria en respuesta a la alianza entre el emperador búlgaro Pedro I y los magiares.

## La batalla
Sviatoslav Ígorevich reunió 60.000 hombres y comenzó su campaña en la primavera de 968. Se encontró con los búlgaros, que solo formaban 30.000 hombres, cerca de Silistra. La batalla continuó todo el día y hasta el anochecer los búlgaros parecían haber abrumado a los kievanos, pero, eufóricos por el ejemplo personal de Sviatoslav, este último obtuvieron la victoria debido a que su ejército era mucho más grande. Los búlgaros se retiraron a la fortaleza de Silistra y resistieron el siguiente asedio.

## Consecuencias
Las fuerzas de la Rus de Kiev continuaron su victoriosa campaña y aunque fallaron en tomar Silistra, se apoderaron de otras 80 fortalezas. Sviatoslav se vio obligado a regresar a Kiev después de que la diplomacia búlgara inspirara a los pechenegos para sitiar su capital. Sin embargo, regresó al año siguiente y devastó las tierras búlgaras orientales.